# صدام عبد المحسن صبحي
صدام عبد المحسن صبحي جرار هو لاعب كرة قدم الأردن معتزل من أصل دولة فلسطين لعب لنادي الجزيرة (الأردن) ولنادي الوحدات.

## المسيرة الكروية
كان صدام جرار يلعب في خط الوسط، شارك مع نادي الجزيرة الأردني في موسم 2015، معاراً من مركز شباب الأمعري.

## روابط خارجية
- اللاعب صدام عبد المحسن صبحي على موقع كووورة.